# Sjöberget
Sjöberget är ett kommunalt naturreservat i Borlänge kommun i Dalarnas län.
Området är naturskyddat sedan 2013 och är 62 hektar stort. Reservatet ligger strax norr om tätorten Borlänge och består främst av äldre granbarrskog